# Lambert & Cie

Lambert von 1902

Albert Lambert & Cie war ein französischer Automobilhersteller.

## Unternehmensgeschichte
Das Unternehmen aus Paris begann 1902 mit der Produktion von Automobilen. Der Markenname lautete Lambert. 1906 endete die Produktion.

## Fahrzeuge
Lambert stattete seine Fahrzeuge mit Einbaumotoren anderer Hersteller aus. Bei den kleinen Modellen kamen Motoren von Aster und De Dion-Bouton zum Einsatz, und bei den großen Modellen Motoren von Aster und Abeille. 1902 bestand das Angebot aus dem zweisitzigen 6 CV mit Einzylindermotor sowie den Zweizylindermodellen 9 CV und 12 CV in der Karosserieform Tonneau. 1906 gab es sechs Modelle vom 6 CV bis zum 24 CV mit Vierzylindermotor.